# Томилівська сільська рада
| Томилівська сільська рада — орган місцевого самоврядування у Білоцерківському районі Київської області з адміністративним центром у с. Томилівка. Створена у ході проведеної більшовиками адміністративної реформи в 1921 році. Водоймища на території, підпорядкованій даній раді: річка Рось. Сільській раді підпорядковані населені пункти: - с. Томилівка |

## Склад ради
Рада складається з 16 депутатів та голови.

### Керівний склад ради
| ПІБ                          | Основні відомості                                            | Дата обрання | Дата звільнення |
| ---------------------------- | ------------------------------------------------------------ | ------------ | --------------- |
| Гудзюватий Віктор Васильович | Сільський голова, 1961 року народження, освіта, безпартійний | 26.03.2006   | 31.10.2010      |

Примітка: таблиця складена за даними джерела